# 1445
Пізнє Середньовіччя •  Відродження •  Реконкіста •  Ганза •  Столітня війна •  Ацтецький потрійний союз •  Імперія інків

## Геополітична ситуація
Османську державу очолює Мехмед II Фатіх (до 1446). Імператором Візантії є Іоанн VIII Палеолог (до 1448), королем Німеччини — Фрідріх III. У Франції королює Карл VII Звитяжний (до 1461).
Апеннінський півострів розділений: північ належить Священній Римській імперії, середню частину займає Папська область, південь належить Неаполітанському королівству. Деякі міста півночі: Венеція, Флоренція, Генуя тощо, мають статус міст-республік.
Майже весь Піренейський півострів займають християнські Кастилія і Леон, де править Хуан II (до 1454), Арагонське королівство на чолі з Альфонсо V Великодушним (до 1458) та Португалія, де королює Афонсо V (до 1481). Під владою маврів залишилися тільки землі на самому півдні.
Генріх VI є королем Англії (до 1461). Норвегію, Данію та Швецію очолює Хрістофер Баварський (до 1448). На трон Угорщини та Богемії претендує Ладіслав Постум. Польський трон вакантний після загибелі короля Владислава III Варненчика. У Великому князівстві Литовському княжить Казимир IV Ягеллончик (до 1492).
Частина руських земель перебуває під владою Золотої Орди. Галичина входить до складу Польщі. Волинь належить Великому князівству Литовському. Московське князівство очолює Дмитро Шемяка.
На заході євразійських степів від Золотої Орди відокремилися Казанське ханство, Кримське ханство, Ногайська орда. У Єгипті панують мамлюки, а Мариніди — у Магрибі. У Китаї править династія Мін. Значними державами Індостану є Делійський султанат, Бахмані, Віджаянагара. В Японії триває період Муроматі.
У Долині Мехіко править Ацтецький потрійний союз на чолі з Монтесумою I (до 1469). Цивілізація майя переживає посткласичний період. В Імперії інків править Панчакутек Юпанкі.

## Події
- Засновано Квасилів, тепер Рівненського району Рівненської області.
- Завершено будівництво 18 веж Високого муру Львова.
- Війська Казанського ханства завдали поразки силам московського князя Василя II Темного, а самого князя полонили й відпустили тільки за великий відкуп. Владу в Московському князівстві захопив Дмитро Шемяка.
- Албанські війська на чолі зі Скандербегом завдали поразки туркам біля Мокри.
- Англійський король Генріх VI одружився з Маргарет Анжуйською.
- Португальський мореплавець Дініш Діаш досяг Зеленого Мису.
- Португальці заснували першу факторію в Африці.

## Народились
Дивись також Народилися 1445 року
- Джуліяно да Санґало, флорентійський архітектор.
- Менґлі I Ґерай, Кримський хан.
- Міхаель Пахер, австрійський художник.
- Річард Америк, бристольський купець і судновласник.
- Семен Юрійович Гольшанський, великий гетьман литовський (1500—1501).

## Померли
Дивись також Померли 1445 року